# نئومی تیری
نئومی تیری (انگلیسی: Noémie Tiberi؛ زادهٔ ۱۳ اوت ۱۹۹۱) بازیکن فوتبال اهل لوکزامبورگ است.
وی همچنین در تیم ملی فوتبال Luxembourg بازی کرده‌است.